# Francuske regije
Francuske regije (francuska riječ je la région) ili pokrajine su najviše upravne i teritorijalne jedinice Francuske Republike kojima je procesom decentralizacije dodijeljeno pravo statusa pravnih osoba kao i sloboda samoupravljanja. Status pokrajina uređen je XII. poglavljem Francuskog ustava iz 1958. godine te općim zakonom o teritorijalnim jedinicama.
Sadašnje regije potječu od starih provincija prerevolucionarnog doba kao i od povijesno-tradicionalnih pokrajina koje sadrže određeni regionalni kulturni i društveni identitet kao i ekonomsku povezanost. Do 2015. godine Francuska je brojila 27 regija, a teritorijalnom reformom od 1. siječnja 2016, broj je sveden na 18 regija. Od 18 pokrajina njih 13 nalazi se u europskoj Francuskoj, a njih 5 su francuski prekomorski posjedi.
Sve pokrajine, za razliku od ostalih upravnih jedinica, imaju dva parlamenta : Pokrajinsko vijeće, koje predstavlja izabranu skupštinu s moću odlučivanja te Vijeće za ekonomiju, društvo i okoliš koje je savjetodavno vijeće čiji članovi nisu izabrani već imenovani. Predsjednik Pokrajinskog vijeće predstavlja izvršnu vlast pokrajine.
Ovlasti koje su povjerene pokrajinama pokrivaju mnoga područja i često su vrlo velike. Najvažnije ovlasti su nadležnost nad srednjoškolskim obrazovanjem, kao i nadzor i upravljanje regionalnim prometom, kao i razvoj pokrajinske ekonomije. Moć pokrajina u odnosu na državu rasla je od 90ih godina prošlog stoljeća i danas one imaju popriličnu političku i ekonomsku moć, a neke od njih imaju snažan lokalni identiet s mogućnošću razvoja zahtjeva za snažnijom autonomijom ili čak neovisnošću.

## Povijest

### Stare provincije za vrijeme kraljevine
Prije Francuske revolucije, 1789. godine, Kraljevina Francuska je bila podijeljena na provincije po feudalnom principu. Te provincije više manje odgovaraju nekim današnjim regijama. 1789. provincije su ukinute, a zemlja je podijeljena u 83 departmana.

### Francuske provincije kroz 20. stoljeće
Regije je kao gospodarske zajednice prvi zamislio Étienne Clémentel, te je 5. travnja 1919. osnovana regija Est (Nancy) koja je pokrivala Lorraine, Champagne-Ardenne i Alsace-Moselle. Te regije su udružene radi trgovačke suradnje, te su to zapravo bila udruženja trgovačkih komora kojima je upravljao regionalni odbor. U ovo prvo vrijeme su se stvorile još neke takve regije, te su često mijenjale svoj oblik.
Po tom modelu, u rujnu 1919. godine, osnovano je 19 "turističkih regija" povezanih po zemljopisnim, etnografskim, povijesnim i turističkim elementima.
Poslije Prvog svjetskog rata jačaju ideje regionalista koji su željeli stvoriti upravna područja veća od departmana. Ironično, takva podjela je stvorena za vrijeme Vichyske Francuske, kad je maršal Pétain, 19. travnja 1941. potpisao zakon kojime su neke stare francuske provincije reorganizirane, te u kojima su se nalazili departmani. Ovakva organizacija nije preživjela pad petanističkog režima, 1945. godine.
Za vrijeme Četvrte Republike je osmišljena podjela teritorija iznad departmanskog nivoa. 28. listopada 1956. godine, stvoren je plan podjele na 21 pokrajinu (Korzika je bila dio pokrajine Provansa-Alpe-Azurna obala). Uz nekoliko upravnih promjena u regijama idućih godina, 2. ožujka 1982. godine, donesen je zakon o decentralizaciji. Teritorijalna podjela iz 1982. godine ostala je važeća do 2016. godine.

#### Francuske pokrajine 1982. – 2016.
Od 1982. sve do 2011. godine Francuska je bila podjeljena na 26 pokrajina (22 u europskoj Francuskoj, te 4 u prekomorskim posjedima). 2011. status pokrajine dobio je departman Mayotte. Ta podjela ostala je važeća do 2016. godine.
- 22 pokrajine u kontinentalnoj (europskoj) Francuskoj :

| 1. Elzas (Alsace) 2. Akvitanija (Aquitaine) 3. Auvergne 4. Donja Normandija (Basse-Normandie) 5. Burgundija (Bourgogne) 6. Bretanja (Bretagne) 7. Centre 8. Champagne-Ardenne 9. Korzika (Corse) (Korzika je imala status teritorijalne zajednice (collectivité territoriale) koji je različit od statusa ostale europske 21 regije.) 10. Franche-Comté 11. Gornja Normandija (Haute-Normandie) | 12. Île-de-France 13. Languedoc-Roussillon 14. Limousin 15. Lorraine 16. Pireneji-Jug (Midi-Pyrénées) 17. Nord-Pas-de-Calais 18. Regija Loire (Pays de la Loire) 19. Pikardija (Picardie) 20. Poitou-Charentes 21. Provansa-Alpe-Azurna obala (Provence-Alpes-Côte d'Azur) 22. Rona-Alpe (Rhône-Alpes) |
- Pet prekomorskih regija (koje također imaju i departmanski status) su:

| 1. Gvadalupa (Guadeloupe) 2. Francuska Gvajana (Guyane) 3. Martinik (Martinique) 4. Reunion (Réunion) 5. Mayotte |

## Trenutni status pokrajina Francuske Republike
Nakon višegodišnje rasprave i pokušaja reforme teritorijalne organizacije, Francuski je parlament je tijekom 2014. godine izglasao teritorijalnu reorganizaciju koja će nastupiti 1. siječnja 2016. godine. Ta nova i trenutna podjela podrazumijeva 18 pokrajina: 13 u kontinentalnoj Francuskoj (od kojih Korzika ima poseban položaj) te 5 u prekomorskim posjedima.

### Pokrajine kontinentalne Francuske
| Zastava | Smještaj | Naziv                                                 | Sjedište   | Departmani | Površina (km2) | Broj stanovnika (2014.) | INSEE oznaka |
| ------- | -------- | ----------------------------------------------------- | ---------- | --- | -------------- | ----------------------- | ------------ |
|         |          | Auvergne-Rona-Alpe Auvergne-Rhône-Alpes               | Lyon       | Ain, Allier, Ardèche, Cantal, Drôme, Isère, Loire, Haute-Loire, Puy-de-Dôme, Rhône + Métropole de Lyon, Savoie i Haute-Savoie                     | 69 711         | 7 820 966               | 84           |
|         |          | Bretanja Bretagne                                     | Rennes     | Côtes-d'Armor, Finistère, Ille-et-Vilaine i Morbihan                                                                                              | 27 208         | 3 276 543               | 53           |
|         |          | Burgundija-Franche-Comté Bourgogne-Franche-Comté      | Dijon      | Côte-d'Or, Doubs, Jura, Nièvre, Haute-Saône, Saône-et-Loire, Yonne i Territoire de Belfort                                                        | 47 784         | 2 820 623               | 27           |
|         |          | Centre-Val de Loire                                   | Orléans    | Cher, Eure-et-Loir, Indre, Indre-et-Loire, Loir-et-Cher i Loiret                                                                                  | 39 151         | 2 577 435               | 24           |
|         |          | Grand Est                                             | Strasbourg | Ardennes, Aube, Marne, Haute-Marne, Meurthe-et-Moselle, Meuse, Moselle, Bas-Rhin, Haut-Rhin i Vosges                                              | 57 441         | 5 554 645               | 44           |
| -       |          | Hauts-de-France                                       | Lille      | Aisne, Nord, Oise, Pas-de-Calais i Somme | 31 806         | 6 006 156               | 189          |
| -       |          | Île-de-France                                         | Pariz      | Pariz, Seine-et-Marne, Yvelines, Essonne, Hauts-de-Seine, Seine-Saint-Denis, Val-de-Marne i Val-d'Oise                                            | 12 011         | 12 027 565              | 11           |
|         |          | Korzika                                               | Ajaccio    | Corse-du-Sud i Haute-Corse | 8 680          | 324 212                 | 94           |
|         |          | Normandija Normandie                                  | Rouen      | Calvados, Eure, Manche, Orne i Seine-Maritime | 29 907         | 3 335 645               | 28           |
|         |          | Nova Akvitanija Nouvelle Aquitaine                    | Bordeaux   | Charente, Charente-Maritime, Corrèze, Creuse, Dordogne, Gironde, Landes, Lot-et-Garonne, Pyrénées-Atlantiques, Deux-Sèvres, Vienne i Haute-Vienne | 84 036         | 5 879 144               | 75           |
|         |          | Okcitanija Occitanie                                  | Toulouse   | Ariège, Aude, Aveyron, Gard, Haute-Garonne, Gers, Hérault, Lot, Lozère, Hautes-Pyrénées, Pyrénées-Orientales, Tarn i Tarn-et-Garonne              | 72 724         | 5 730 753               | 76           |
|         |          | Provansa-Alpe-Azurna obala Provence-Alpes-Côte d'Azur | Marseille  | Alpes-de-Haute-Provence, Hautes-Alpes, Alpes-Maritimes, Bouches-du-Rhône, Var i Vaucluse                                                          | 31 400         | 4 983 438               | 93           |
|         |          | Zemlja Loire Pays de la Loire                         | Nantes     | Loire-Atlantique, Maine-et-Loire, Mayenne, Sarthe i Vendée                                                                                        | 32 082         | 3 690 833               | 52           |

### Prekomorske pokrajine
| Zastava | Smještaj | Naziv                    | Sjedište       | Departmani | Površina (km2) | Broj stanovnika (2014.) | INSEE oznaka |
| ------- | -------- | ------------------------ | -------------- | ---------- | -------------- | ----------------------- | ------------ |
|         |          | Francuska Gvajana Guyane | Cayenne        | 1          | 83 534         | 252 338                 | 03           |
|         |          | Gvadalupa Guadeloupe     | Basse-Terre    | 1          | 1 628          | 400 186                 | 01           |
|         |          | Martinik Martinique      | Fort-de-France | 1          | 1 128          | 383 911                 | 02           |
|         |          | Mayotte                  | Mamoudzou      | 1          | 374            | 256 518                 | 06           |
|         |          | Réunion La Réunion       | Saint-Denis    | 1          | 2 504          | 842 767                 | 04           |

## Vanjske poveznice
- : Stranica o razvoju francuskih pokrajina sa zemljopisnog i gospodarskog stajališta.

|  | Portal Francuske: pristup člancima s tematikom o Francuskoj |